# Gyula Gömbös
Gyula Gömbös de Jákfa, węg. Vitéz jákfai Gömbös Gyula (ur. 26 grudnia 1886, zm. 6 października 1936) – węgierski polityk, konserwatywny premier Węgier w latach 1932–1936, faszysta (sam określał się jako narodowy socjalista ) i rewizjonista.

## Życiorys

### Młodość, opozycja antykomunistyczna
Urodził się w miejscowości Murga w ówczesnych Austro-Węgrzech, w młodym wieku wstąpił do armii austro-węgierskiej i szybko stał się członkiem korpusu oficerskiego, służąc podczas I wojny światowej w stopniu kapitana. Stał się zagorzałym rzecznikiem uzyskania niepodległości od Austrii i krytykiem polityki Habsburgów.
Po wojnie, kiedy Węgry oddzieliły się od monarchii Habsburgów, Gömbös przyłączył się do konserwatywnych sił węgierskich w Segedynie, odmawiających poparcia komuniście Béli Kunowi, który przejął kontrolę nad Węgrami w 1919 roku. Gömbös stał się bliskim sprzymierzeńcem Miklósa Horthyego, lidera antykomunistycznego rządu utworzonego w Segedynie, a następnie odegrał główną rolę w tworzeniu armii Horthyego. Za te zasługi został mianowany ministrem obrony w segedyńskim rządzie. Po tym, jak rząd Kuna został usunięty w sierpniu 1919, Gömbös pomagał kierować zainicjowanymi przez konserwatystów czystkami wśród węgierskich komunistów. Owocem tych czystek były tysiące zabitych po obu stronach.
Gömbös wspierał także akcję skierowaną przeciwko węgierskim Żydom, których konserwatyści uważali za głównych zwolenników komunizmu. Pogląd ten wynikał z faktu, że zarówno Kun, jak i wielu jego ministrów byli Żydami.

### Przywódca węgierskiej prawicy
Kiedy w 1920 Horthy został regentem Węgier, Gömbös stał się liderem ruchu konserwatywnego, który zyskał pewne poparcie narodu. Była to odpowiedź na wprowadzone przez komunistów przepisy, a także na podpisanie traktatu w Trianon, w wyniku którego Węgry straciły dwie trzecie swojego terytorium na rzecz sąsiadujących nacji. Pomimo pewnych nieporozumień z wojskowym przywódcą i regentem, Miklósem Horthym, Gömbös był aktywny podczas Białego Terroru, a następnie zorganizował masową wojskową opozycję wobec planów restauracji władzy Habsburgów na Węgrzech podjętych przez Karola I Habsburga w 1921. Następnie Gömbös stał się jednym z liderów opozycji politycznej przeciwko konserwatywnemu Istvánowi Bethlenowi, który w tym samym roku został premierem.
W latach dwudziestych Gömbös był rzecznikiem reorganizacji państwa: przeprowadzenia reformy ziemskiej, wprowadzenia antyżydowskich przepisów i wycofania Węgier z Ligi Narodów. W 1929 Gömbösa mianowano generał majorem. Horthy wyznaczył go na ministra obrony w rządzie Bethlena. Była to próba zaspokojenia rosnącej w siłę prawicy.

### Premier Węgier
W 1932 siła ta była tak wielka, że Horthy zdecydował się mianować Gömbösa premierem. Jednak Horthy wymusił na Gömbösu wyparcie się antysemityzmu i wycofanie się z planów rozwiązania parlamentu. To ograniczyło jego możliwości wprowadzenia daleko idących zmian wewnętrznych, jakie miał w planach. Parlament składał się głównie ze zwolenników Bethlena.
Gömbös był bardzo aktywny w polityce międzynarodowej. Jednym z jego głównych celów było wprowadzenie Węgier do Osi z Włochami i Austrią. Wkrótce po tym, jak został premierem, Gömbös poleciał do Włoch i zobaczył się z Benito Mussolinim. Ci dwaj politycy doszli do porozumienia i Mussolini obiecał Gömbösowi poparcie przy planach rewizji traktatu trianońskiego, a także pomoc Włoch w przypadku wojny Węgier z Jugosławią i Rumunią, mającej na celu odzyskanie utraconych na rzecz tych państw terytoriów. W czerwcu 1933 węgierski premier zażądał obalenia tych punktów traktatu, które ograniczały liczbę węgierskich sił zbrojnych do 35 tys. żołnierzy i zabraniały posiadania lotnictwa i ciężkiej artylerii. W tymże roku Gömbös zerwał całkowicie z dawną proangielską i profrancuską orientacją Bethlena i stało się jasne, iż zamierza on związać Węgry z obozem faszystowskim.
W okresie jego rządów na terenie Węgier działały obozy chorwackiej organizacji terrorystycznej ustaszy.
W październiku 1934 węgierski premier odbył podróż do Polski. Wizyta ta również służyć miała jego rewizjonistycznym planom, wymierzona była bowiem przeciwko Czechosłowacji.
Na początku 1936 Gömbösowi udało się przekonać Horthyego do rozwiązania parlamentu i rozpisania nowych wyborów. W ich wyniku prawe skrzydło uzyskało przewagę w parlamencie. Na 245 posłów 171 należało do rządowej partii Nemzeti Egység Pártja (Narodowa Partia Jedności). Zgodnie ze swoimi wcześniejszymi planami premier zwiększył i wyposażył armię, obsadził ją sympatyzującymi oficerami, podobnie zresztą uczynił z siłami cywilnymi. Chwalił się Göringowi, że w ciągu dwóch lat przekształci Węgry w państwo faszystowskie z sobą jako dyktatorem. Były to jak najbardziej realne plany, jednak podczas przygotowań do puczu Gömbös zmarł z powodu niewydolności nerek w Monachium 6 października 1936. Jego następca Kálmán Darányi odstąpił od części planów poprzednika, kontynuował jednak jego politykę zagraniczną.

#### Relacje z Niemcami
Gömbös żywił też nadzieję na sojusz z Niemcami, zwłaszcza kiedy partia nazistowska zyskała większość w parlamencie. Kiedy Adolf Hitler został kanclerzem w 1933, Gömbös był pierwszym zagranicznym przywódcą, który odwiedził führera. Sam premier określał się jako nazista.
Wkrótce potem oba kraje podpisały ważną umowę handlową, która wpłynęła na znaczną poprawę kulejącej dotychczas węgierskiej gospodarki. Wydarzenia te jednak zaalarmowały węgierskich polityków, którzy uważali, że relacje Gömbösa z Niemcami zniszczą więzi Węgier z Włochami, jako że Włochy i Rzesza spierały się w kwestii proponowanego zjednoczenia Niemiec i Austrii. Ostatecznie Gömbös zdecydował w pierwszej kolejności pozostać w sojuszu z Włochami i Austrią po tym, jak stało się jasne, że o ile Hitler poparłby Węgry w próbie odzyskania ziem straconych na rzecz Czechosłowacji, o tyle nie poparłby ich przeciwko Rumunii i Jugosławii. Hitler był także przeciwny planom Gömbösa dotyczącym zwiększenia armii (co było jednym z elementów rewizji traktatu w Trianon), podczas gdy Mussolini te plany popierał.

## Odznaczenia
- Order Orła Białego (1934, Polska)[3]
- Krzyż Wielki I Klasy z Orłem Orderu Zasługi (1936, Austria)[4]